# COC (Zulassung)
Die Abkürzung CoC steht für Certificate of Conformity (deutsch Konformitätsbescheinigung) und soll als Dokument bezeugen, dass und wie sich eine bestimmte Ware zu anerkannten (internationalen) Normen verhält und dazu dienen, die Zulassung der Ware auf internationalen Märkten zu erleichtern. Daher ist es vor allem im Import- und Exportbereich als Teil der Zollabfertigung erforderlich.

## Allgemeines
Das COC ist nach den Regeln eines Zertifizierungssystems ausgestellt und bedeutet, dass die zertifizierte Einheit die Zertifizierungsforderung erfüllt hat. Betroffen sind viele unterschiedliche Warengruppen wie beispielsweise Arzneimittel, Messgeräte oder Fahrzeuge. Für Messgeräte wie Manometer ist z. B. die Physikalisch-Technische Bundesanstalt für Deutschland  zuständig.

## Kraftfahrzeuge
Jeder Mitgliedstaat ermöglicht die Zulassung und gestattet den Verkauf oder das Inverkehrbringen von neuen Fahrzeugen hinsichtlich ihrer Bau- und Wirkungsweise nur dann, wenn sie mit einer gültigen Übereinstimmungsbescheinigung versehen sind. Typgenehmigung wird das Verwaltungsverfahren genannt, durch das ein Mitgliedstaat bestätigt, dass der Typ eines Fahrzeugs, eines Systems, eines Bauteils oder einer selbständigen technischen Einheit die einschlägigen technischen Anforderungen erfüllt. Die verschiedenen EG-Typgenehmigungen gelten für folgende EU-Fahrzeugklassen:
- 2007/46/EG für PKW, Busse, Lastwagen und Anhänger der Klassen M1, M2, M3, N1, N2, N3, O1, O2, O3, O4
- 2002/24/EG für S-Pedelecs, E-Scooter und leichte Drei- und Vierräder der Klassen L1, L2, L3, L4, L5, L6, L7
- 2003/37/EG für LoF-(Kraft-)Fahrzeuge der Klassen T1-T5 (Zugmaschinen/Traktoren auf Rädern), C1-C5 (Zugmaschinen auf Gleisketten), R1, R2, R3, R4 (LoF-Anhänger), S1, S2 (gezogene, auswechselbare Maschinen).

Die ersten Fahrzeuge mit einer vollständigen EG-Betriebserlaubnis waren die der Mercedes-Benz Baureihe 202 von 1993. Die ersten Elektrofahrzeuge mit einer vollständigen EU-Zulassung der Klasse M1 waren die Think City.
Hersteller von Fahrzeugen mit einer Typgenehmigung legen jedem demnach gefertigten Fahrzeug eine EG-Übereinstimmungsbescheinigung bei – englisch COC (certificate of conformity) – gemäß Artikel 18 der Richtlinie 2007/46/EG, und dem Muster in Anhang IX. Diese Bescheinigung muss fälschungssicher sein, wozu z. B. Papiere verwendet werden, die durch farbige graphische Darstellungen oder ein Wasserzeichen gekennzeichnet sind.

In der Praxis kann man das COC meist vom Hersteller abrufen, da die Institutionen, die die nationalen Betriebs- und Vertriebsgenehmigungen erteilen, in der Regel dieselben sind, die nach einem Prüfverfahren das COC ausstellen oder beglaubigen.
Nach Deutschland importierte Fahrzeuge, für die keine COC-Dokumente vorliegen, müssen im Wege der Einzelbetriebserlaubnis mittels Gutachten nach § 21 StVZO (Gebrauchtfahrzeuge) bzw. § 13 EG-Fahrzeug-Genehmigungs-Verordnung (EG-FGV) bei Neufahrzeugen zugelassen werden. 
Die Gebühren hierfür richten sich nach der Anlage zu § 1 der Gebührenordnung für Maßnahmen im Straßenverkehr (GebOSt). Hier sind die Gebührennummern 413 ff. des Gebührentarifes für Maßnahmen im Straßenverkehr (GebTSt) anzuwenden. Die Gebühren liegen je nach Fahrzeug zwischen 43,60 € und 138,00 €. Werden für die Begutachtung nach § 21 StVZO die erforderlichen Unterlagen und Nachweise vom Antragsteller nicht vorgelegt, kann der Zeitaufwand für die Datenbeschaffung oder für weitere erforderliche Prüfungen entsprechend der Gebührennummer 499 berechnet werden. Im Einzelfall kann auch die Einholung einer Ausnahmegenehmigung erforderlich sein (z. B. wegen fehlender Leuchtweitenregulierung).
GetCOC ist keine offizielle Regierungsseite, sondern ein kommerzieller Anbieter, der COC-Dokumente (Certificate of Conformity) direkt vom Hersteller bereitstellt. Es handelt sich also um einen privaten Dienstleister, der bei der Beschaffung von COC-Zertifikaten für importierte Fahrzeuge unterstützt.
Offizielle COC-Dokumente werden in der Regel von den Fahrzeugherstellern selbst ausgestellt oder von deren autorisierten Vertretern.